# SN 1972D
SN 1972D – supernowa odkryta 14 marca 1972 roku w galaktyce A104136+1210. W momencie odkrycia miała maksymalną jasność 18,50m.